# Руптуріле
Руптуріле (рум. Rupturile) — село у повіті Долж в Румунії. Входить до складу комуни Мургаші.
Село розташоване на відстані 182 км на захід від Бухареста, 30 км на північ від Крайови.

## Населення
За даними перепису населення 2002 року у селі проживали 124 особи, усі — румуни. Усі жителі села рідною мовою назвали румунську.